# Saltos ornamentais nos Jogos Olímpicos de Verão de 2020 - Plataforma 10 m sincronizado feminino
A competição da plataforma de 10 m sincronizado feminino dos saltos ornamentais nos Jogos Olímpicos de Verão de 2020 foi realizada em 27 de julho de 2021, no Centro Aquático de Tóquio, em Tóquio. Um total de 16 saltadoras de 8 Comitês Olímpicos Nacionais (CON) participaram do evento.

## Qualificação
As três melhores duplas do Campeonato Mundial de Esportes Aquáticos de 2019 ganharam uma vaga para seu respectivo CON. O Japão, como país anfitrião, também teve garantida uma vaga. As quatro vagas restantes foram para as melhores colocadas da Copa do Mundo de Saltos Ornamentais de 2020.
Cada saltadora deveria ter pelo menos 14 anos até o final de 2020 para poder competir.

## Formato
A competição foi realizada em uma fase única, sendo que cada dupla realizou cinco saltos, devendo ser de um diferente dos seis grupos (para frente, de costas, revirado, ponta pé a lua, parafuso e parada de mãos). Os primeiros dois saltos tiveram um grau de dificuldade fixo de 2.0, independentemente do tipo realizado.

## Calendário
Horário local (UTC+9)
| Dia                 | Horário | Fase  |
| ------------------- | ------- | ----- |
| 27 de julho de 2021 | 15:00   | Final |

## Medalhistas
| Ouro   | CHN Chen Yuxi e Zhang Jiaqi             |
| Prata  | USA Jessica Parratto e Delaney Schnell  |
| Bronze | MEX Gabriela Agúndez e Alejandra Orozco |

## Resultados
Um total de oito duplas de saltadoras competiram, com as três melhores colocadas na final garantindo as medalhas.
| Pos. | Saltadores                        | CON                | Final   | Final   | Final   | Final   | Final   | Final  | Final |
| Pos. | Saltadores                        | CON                | Salto 1 | Salto 2 | Salto 3 | Salto 4 | Salto 5 | Pontos |       |
| ---- | --------------------------------- | ------------------ | ------- | ------- | ------- | ------- | ------- | ------ | ----- |
| 01 ! | Chen Yuxi Zhang Jiaqi             | CHN China          | 53.40   | 57.60   | 81.90   | 86.40   | 84.48   | 363.78 |       |
| 02 ! | Delaney Schnell Jessica Parratto  | USA Estados Unidos | 45.00   | 46.80   | 70.20   | 70.08   | 78.72   | 310.80 |       |
| 03 ! | Gabriela Agúndez Alejandra Orozco | MEX México         | 47.40   | 43.80   | 69.30   | 68.16   | 71.04   | 299.70 |       |
| 4    | Meaghan Benfeito Caeli McKay      | CAN Canadá         | 49.20   | 51.60   | 71.04   | 51.48   | 75.84   | 299.16 |       |
| 5    | Tina Punzel Christina Wassen      | GER Alemanha       | 46.80   | 47.40   | 69.12   | 58.50   | 71.04   | 292.86 |       |
| 6    | Matsuri Arai Minami Itahashi      | JPN Japão          | 46.20   | 48.00   | 64.68   | 71.10   | 61.44   | 291.42 |       |
| 7    | Eden Cheng Lois Toulson           | GBR Grã-Bretanha   | 43.20   | 47.40   | 58.50   | 71.04   | 69.12   | 289.26 |       |
| 8    | Pandelela Rinong Leong Mun Yee    | MAS Malásia        | 50.40   | 49.80   | 54.90   | 64.32   | 58.56   | 277.98 |       |